# 林先生廟
23°47′57″N 120°38′43″E / 23.799280°N 120.645262°E
林先生廟，是位於臺灣彰化縣二水鄉源泉村的廟宇，為主祭一名傳說幫助施世榜建成八堡圳的林姓人士。

## 傳說由來
傳說，臺灣清治時期，施世榜開鑿八堡圳時，無法成功，有一位自稱姓林的老人，出面教導引水法才獲得成功，事成之後就神秘消失，後人就建廟祭拜。
此傳說可追遂最早的文獻是道光十四年（1834年）的《彰化縣誌》。其〈水利篇〉記載：「康熙五十八年，庄民施長齡築時，圳道難通，有自稱林先生者，繪圖教以疏鑿之方，于是通流灌溉五十餘里之田。迨圳成欲謝之，查尋並無其人。今圳寮奉祀神位，不忘功也。」；〈人物誌行誼篇〉則載：「林先生不知何許人也，衣冠古樸，談吐風雅。……問以名字，笑而不答，固請，乃曰：但呼林先生可矣！……水圳成時，世榜將以千金為謝，先生辭弗受，亡何竟去，亦不知其所終，今圳寮祀以為神……」；〈隱逸篇〉則還有歌頌的詩：「第一峰頭第一家，鶉衣百結視如花。閒時嚼雪消煙火，醉後餐霞補歲華。欲說王侯為怎樣，奚須富貴作婆娑。看來名利終何益，笑起蛟龍背上跨。」
到了光緒年間，吳德功撰〈林先生傳〉，否定林先生為神仙，揣測為明朝遺老或之子孫，於此遁世隱居者。後來八堡圳在1897年被日本政府收歸國有後，伊能嘉矩的《臺灣文化誌》第二章〈埤圳の施設〉也記載此事，並有施家的築圳秘訣詩：「施家鑿圳灌田畦，濁水瀠洄導以西；草徹由來多願水，源深惟有木為堤；隨山導勢南流北，就水看形上啣低；十五葫蘆他同樣，盡歸虎鹿兩螺溪。」
該詩也傳說是林先生所留下。退休官員陳水源則認為可能林先生是施世榜所虛構，林姓是暗示築圳秘訣的「有木為堤」，藉此將引水施工秘訣推給神秘人士，以避免製造對手競爭水租收入，也讓農民以為有神仙保祐，方能使得築圳工程如期竣工。
另一傳說是林先生是林媽娘娘化身顯現，在田中鎮有世芳宮祀之。八堡圳從林先生廟分一、二圳後，到世芳宮又分流。

## 歷史沿革
廟於道光十五年（1835年）毀於火災，遂遷址，至咸豐六年（1856年）為洪水所壞，再遷於現址。附近有八堡一圳、八堡二圳的分水門。後來地方士紳認為應建造祠堂，由董樹來、鄭佳房、鄭傳準、陳天德（陳水源父親）等四位發起籌資，於1919年重建，並再配上臺中廳長加福豐次所勒、名為「林先生廟重修記」碑石。
戰後時期，日本政府的碑石遭毀。1975年，由當時的省主席謝東閔再撥款重修，並由彰化農田水利會管理，成為官設公廟。1977年6月竣工，殿宇屬重檐歇式建築，並特頒「德澤流芳」匾。1994年此廟被選入二水鄉的一鄉鎮一特色一特產。2002年10月3日，請來嘉義縣彩繪師傅郭田主持重新彩繪。
廟內除有主供林先生祿位，左右配祀有開圳有功的施世榜與黃仕卿。謝東閔每次返回家鄉二水，也會來此廟憑弔。農曆七月十五日公祭，而之前1956年報導時說是以七月廿日為祭典。公曆6月6日水利節，彰化農田水利會也祭拜。

## 類似廟宇
彰化農田水利會人員指出彰化平原有二大灌溉水系，南彰化的八堡圳水源地有林先生廟，而北彰化的東西二、三圳進水口則是汪先生廟。
東西二圳原稱「梁圳」，灌溉範圍是線東堡（彰化市、和美鎮部分地區），其開鑿時間、開鑿者姓氏皆不詳。咸豐八年（1853年）遭洪水沖潰，農民欲募款改道重修，卻遭土豪阻擋，由彰化縣幕吏汪寶箴熱心開導、奔走募款，完成東西第一圳。農民遂立汪先生長生祿位祭拜感謝。原本神位供奉在水利會大竹聯絡處辦公室二樓，2007年初在貓羅溪畔的圳頭建廟，俗稱「流水公廟」。
水利會人員只要到進水口勘察水源，都會此上香祈福。2013年12月9日，欲抓獲當地偷排電鍍廢水的彰化地檢署四位檢察官林漢強、鄭智文、葉建成、高如應，來此廟前上香，保佑明天行動一舉成功。後來，彰化縣環保局曾以此廟作環保教育之旅。